# Gáspár Heltai

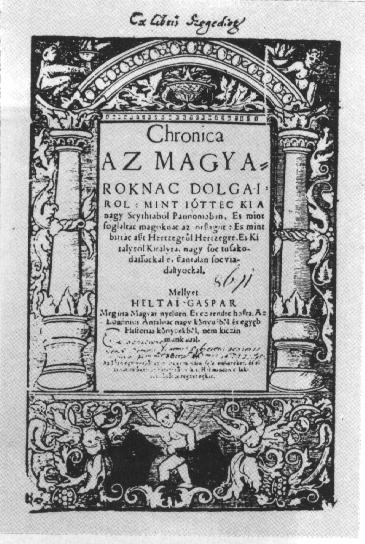
Portada de la Chronica az magyaroknak dolgairól.

Gáspár Heltai (nacido como Kaspar Helth; c. 1490-1574) fue un escritor e impresor sajón de Transilvania. Su nombre posiblemente deriva del pueblo Heltau (en húngaro: Nagydisznód, actual Cisnădie, Rumania). A pesar de ser un hablante nativo de alemán, publicó muchos libros en húngaro en su imprenta. El hermano de su yerno era Ferenc Dávid, predicador no trinitario y unitario y fundador de la Iglesia Unitaria de Transilvania.

## Carrera
Estudió en la Universidad de Wittenberg y estableció la primera imprenta en Kolozsvár (actual Cluj-Napoca, Rumania). También fundó un baño público, una fábrica de papel y la primera cervecería de la ciudad. Fue al mismo tiempo pastor, traductor, impresor, editor, escritor y empresario. Se le considera el primer reformador religioso de Kolozsvár. Fue un gran espíritu de la reforma protestante húngara. Junto con un grupo de estudiosos, produjo una traducción casi completa del Nuevo Testamento al húngaro. Su trabajo marcó los primeros brotes de una literatura secular en Hungría.

## Traducción de la obra de Bonfini
La obra más voluminosa de Heltai es su reelaboración y traducción del Rerum Hungaricum Decades (Diez Volúmenes de Asuntos Húngaros) de Antonio Bonfini, que publicó Heltai en 1575 como Chronica az magyaroknak dolgairól (Crónica de las Acciones Pasadas de los Húngaros). La obra se imprimió en Kolozsvár (Cluj-Napoca).